# NGC 1906
NGC 1906 (również PGC 17243) – galaktyka spiralna (Scd), znajdująca się w gwiazdozbiorze Zająca. Odkrył ją 12 listopada 1885 roku Francis Leavenworth.